# Cupaniopsis baileyana
Cupaniopsis baileyana  es una especie de árbol perteneciente a la familia de las sapindáceas. Es originaria de Australia.

## Descripción
Es un pequeño árbol, con los nuevos crecimientos, ramitas, raquis y pedúnculos minuciosamente peludos. Las hojas de 17-30 cm de largo, con 8-20 foliolos, estrechamente oblongo-elípticos a oblanceolados, de 4-9 cm de largo, y 1-2.5 cm de ancho, el ápice acuminado, la base obtusa; pecíolo de 3-10 cm de largo, peciólulos 40-10 mm de largo. Las inflorescencias en panículas de 6-10 cm de largo, con pedicelos de 2-4 mm de largo. Cáliz 2,5-4 mm de largo. Pétalos de c. 2 mm de largo. Disco tomentoso. El fruto es una cápsula globosa ±  obovoides, de 10-15 mm de largo y diámetro, de color rojo o marrón. Arilo naranja.

## Distribución y hábitat
Se encuentra sobre todo en la selva cálida, generalmente  al norte de la zona de Bulga-Comboyne en Nueva Gales del Sur. 

## Taxonomía
Cupaniopsis baileyana fue descrita por Ludwig Adolph Timotheus Radlkofer y publicado en Repertorium Specierum Novarum Regni Vegetabilis 20: 32, en el año 1924.
Sinonimia
- Cupaniopsis foveolata (F.Muell.) Radlk.
- Cupania baileyana F.Muell. ex Radlk.[2]